# Idaea dissidiata
Idaea dissidiata är en fjärilsart som beskrevs av Achille Guenée 1858. Idaea dissidiata ingår i släktet Idaea och familjen mätare. Inga underarter finns listade i Catalogue of Life.